# جفری ژاکت
جفری ژاکت (به انگلیسی: Jeffrey Jacquet) (زاده ۱۵ اکتبر ۱۹۶۶) بازیگر آمریکایی است.
از فیلم‌های معروف او می‌توان به بازی در مجموعه بچه‌های سوت‌زن اشاره کرد.